# Артемьев, Сергей Тимофеевич
Серге́й Тимофе́евич Арте́мьев (25 сентября [8 октября] 1909, Лобково, Рязанский округ — 31 марта 1953, Москва) — советский футболист, нападающий, полузащитник. Чемпион III Летней Рабочей Олимпиады в Антверпене (1937).

## Биография
Младший из братьев Артемьевых. Воспитанник дворового футбола. Первая команда — «Авиаработник», затем играл за различные московские команды. В чемпионатах СССР в 1936—1940 годах провёл 50 игр за московский «Спартак».
В чемпионате СССР по хоккею с мячом играл за московский «Спартак». Финалист Кубка СССР (1946, 1948)
Работал тренером в московских «Крыльях Советов»-2 (СЮП) (1948—1950) и «Трудовых резервах» (1951—1953).
Скончался на 44 году жизни после тяжёлой болезни.
Сын Виталий (1931—2013) — также футболист.

## Достижения
- Чемпион СССР (3): 1936 (осень), 1938, 1939
- Обладатель Кубка СССР (2): 1938, 1939
- Победитель III Всемирной рабочей Олимпиады: 1937
- Победитель рабочего Кубка мира: 1937